# Bockstadt
Bockstadt is een ortsteil van de Duitse stad Eisfeld in Thüringen. Tot 31 december 2013 was Bockstadt een zelfstandige gemeente in de Landkreis Hildburghausen.